# 엄여
엄여(嚴輿, ? ~ 196년)는 후한 말 오군(吳郡)의 호족 엄백호(嚴白虎)의 동생이다. 용맹스럽고 힘이 있는 인물이었다고 한다.

## 생애
건안 원년(196년), 손책(孫策)이 엄백호를 치기 위해 군사를 일으키자 엄백호는 엄여를 사신으로 보내 화친을 청하게 하였다. 엄여가 들어오자 손책이 칼로 좌석을 부수니 엄여가 움찔하였다. 손책이 엄여의 행동을 조롱하자, 엄여는 칼이 두려워 그랬다고 변명했다. 손책은 더 말하려 들지 않고 창을 던져 엄여를 죽였다.
엄백호와 그의 세력은 엄여가 죽자 기가 꺾였고, 끝내 패하여 허소(許昭)에게로 달아났다.

## 《삼국지연의》에서의 엄여
손책이 쳐들어오자 엄백호의 명령을 받고 풍교(楓橋)에서 한당(韓當)이 이끄는 손책군과 싸웠으나 패하여 오군으로 달아났다. 궁지에 몰린 엄백호는 엄여를 손책에게 보내 강동을 둘이 나눠 다스리자고 했으나, 제안을 들은 손책은 이 몸이 어찌하여 너희들같은 조무래기들과 동급이냐?라는 말과 함께 엄여에게 수극을 던져 죽였다. 엄여의 목은 엄백호가 있는 성 안에 던져졌다.

## 엄여의 친족관계

### 관련 인물
- 엄백호